# Florence Baverel-Robert
Florence Baverel-Robert, née le 24 mai 1974 à Pontarlier (Doubs), est une biathlète française, championne olympique du sprint aux Jeux de 2006 à Turin. Médaillée de bronze également à Turin avec le relais féminin, elle détient en outre neuf médailles mondiales, cinq d'argent et quatre de bronze. Parmi ces médailles, deux sont remportées à titre individuel, l'argent de l'individuel des mondiaux 2007 et le bronze de la poursuite de l'édition 2000. Elle compte une victoire en coupe du monde, le sprint des Jeux de Turin, et treize autres podiums.

## Biographie
La famille de Florence Baverel est de Lièvremont (Doubs) où elle passe son enfance.
Elle fait ses débuts en Coupe du monde en 1994, et obtient  son premier podium l'année suivante à Ruhpolding, sur l'individuel derrière la Biélorusse Svetlana Paramygina, puis deux jours plus tard lors du sprint où elle est devancée par la Suédoise Magdalena Forsberg. Lors de la troisième course de cette étape, elle termine troisième avec le relais féminin. Au cours de ses premiers championnats du monde, en 1996 à Antholz-Anterselva en Italie, elle fait partie du relais, avec Corinne Niogret, Véronique Claudel et Anne Briand, qui remporte la médaille d'argent, derrière l'Allemagne. Elle termine septième du classement général de la Coupe du monde, classement remporté par Anne Briand. La saison suivante, lors des mondiaux de Ruhpolding, elle remporte deux médailles, le bronze de la course par équipe avec Anne Briand, Corinne Niogret et Emmanuelle Claret, puis l'argent du relais avec les mêmes coéquipières. Cette dernière succède à Anne Briand au classement général de la coupe du monde, Baverel-Robert terminant de nouveau septième.
Lors de la coupe du monde 1999-2000, elle obtient la troisième place du sprint d'Östersund. Huit jours plus tard, lors de la poursuite des Mondiaux 2000 d'Oslo, elle part en 32e position, sa place lors du sprint, et un retard de 2 min 8 s 3 sur Grete Skjelbreid. Elle est la seule des soixante partantes à abattre les vingt cibles pour terminer troisième, derrière Magdalena Forsberg et l'Allemande Uschi Disl. Elle termine ensuite 56e de l'individuel, avec six cibles manquées. Lors du relais, où elle est associée à Delphyne Burlet, Christelle Gros et Corinne Niogret, elle termine quatrième, derrière la Russie, l'Allemagne et l'Ukraine. En 2002, elle fait cinquième du sprint des Jeux olympiques de Salt Lake City.
Lors de l'hiver 2003-2004, elle est atteinte par le syndrome des loges, ce qui la prive des podiums jusqu'en décembre 2005. Figurant parmi les toutes meilleures tireuses sur le circuit de la Coupe du monde de biathlon, elle remporte en février 2006 la médaille d'or du sprint aux Jeux olympiques à Turin et devient la première biathlète française championne olympique en épreuve individuelle, quatorze ans après le tout premier titre de l'histoire du biathlon français remporté en 1992 par l'équipe de France féminine de relais. Quelques jours plus tard, elle obtient avec ses coéquipières de l'équipe de France la médaille de bronze du relais.
De retour en Franche-Comté après les Jeux, elle est fêtée avec un autre champion olympique habitant Pontarlier, Vincent Defrasne, son cousin (ils descendent tous deux de Barthélémy Javaux, né en 1701 à Sainte-Colombe). Lors de cette cérémonie, elle est nommée reine de la république du Saugeais.
Aux Championnats du monde 2007 à Antholz Anterselva, Florence Baverel-Robert fait le même choix que Sandrine Bailly en décidant de partir parmi les dernières concurrentes lors du sprint. Elle manque deux cibles et se classe 21e. Elle finit ensuite sixième de la poursuite. Lors de l'individuel, elle réussit un sans faute au tir pour remporter la médaille d'argent, à 1 min 6 s 5 de la Norvégienne Linda Grubben, également sans faute. Le lendemain, associée à Sandrine Bailly, Vincent Defrasne et Raphaël Poirée dans le relais mixte français, elle décroche la médaille d'argent derrière la Suède. Avec Delphyne Peretto, Sylvie Becaert et Sandrine Bailly dans le relais féminin, elle remporte une nouvelle médaille d'argent, la France terminant derrière l'Allemagne.
Elle est chevalier dans l'Ordre national de la Légion d'honneur (décret du 21 avril 2006).
Elle porte le nom de Florence Baverel-Robert depuis son mariage avec Julien Robert, également membre de l'équipe de France de biathlon. Ils se sont depuis séparés.
En septembre 2009, elle inaugure à Arçon (Doubs), un stade de biathlon (2500 m avec 25 cibles) qui porte son nom.
La chaîne de télévision L'Équipe 21 retransmet pour la première fois toutes les épreuves de la Coupe du monde de biathlon lors de la saison 2015-2016 et recrute Baverel-Robert, ainsi qu'Alexis Bœuf et Gilles Marguet, comme consultants pour assurer les commentaires des épreuves. Elle avait déjà occupé un poste de consultante auprès de la chaîne Eurosport, à partir de la saison 2008-2009.

## Distinctions
- Chevalière de la Légion d'honneur (2006).

## Palmarès

### Jeux olympiques d'hiver
| Édition \ Épreuve      | Individuel | Sprint                         | Poursuite                        | Départ en masse                  | Relais                              |
| ---------------------- | ---------- | ------------------------------ | -------------------------------- | -------------------------------- | ----------------------------------- |
| JO 1998 Nagano         | 63e        | 43e                            | Épreuve inexistante à cette date | Épreuve inexistante à cette date | 8e                                  |
| JO 2002 Salt Lake City | 11e        | 5e                             | 14e                              | Épreuve inexistante à cette date | 9e                                  |
| JO 2006 Turin          | 26e        | Médaille d'or, Jeux olympiques | 13e                              | 5e                               | Médaille de bronze, Jeux olympiques |

Légende :
- : épreuve inexistante ou absente du programme.

### Championnats du monde
| Mondiaux \ Épreuve                | Individuel                | Sprint                    | Poursuite                 | Départ en masse          | Relais                    | Course par équipe         | Relais mixte              |
| --------------------------------- | ------------------------- | ------------------------- | ------------------------- | ------------------------ | ------------------------- | ------------------------- | ------------------------- |
| 1995 Antholz Anterselva           | 22e                       | 10e                       | Épreuve non existante     | Épreuve non existante    | Médaille d'argent, monde  | —                         | Épreuve non existante     |
| 1996 Ruhpolding                   | 33e                       | 9e                        | Épreuve non existante     | Épreuve non existante    | Médaille d'argent, monde  | Médaille de bronze, monde | Épreuve non existante     |
| 1998 Pokljuka                     | Jeux olympiques de Nagano | Jeux olympiques de Nagano | 12e                       | Épreuve non existante    | JO Nagano                 | —                         | Épreuve non existante     |
| 1999 Kontiolahti                  | —                         | —                         | —                         | —                        | Médaille de bronze, monde | Épreuve non existante     | Épreuve non existante     |
| 2000 Oslo                         | 56e                       | 32e                       | Médaille de bronze, monde | 10e                      | 4e                        | Épreuve non existante     | Épreuve non existante     |
| 2001 Pokljuka                     | 14e                       | 21e                       | 24e                       | 19e                      | 5e                        | Épreuve non existante     | Épreuve non existante     |
| 2002 Oslo                         | JO Salt Lake City         | JO Salt Lake City         | JO Salt Lake City         | 11e                      | JO Salt Lake City         | Épreuve non existante     | Épreuve non existante     |
| 2003 Khanty-Mansiïsk              | 19e                       | 27e                       | 46e                       | 16e                      | —                         | Épreuve non existante     | Épreuve non existante     |
| 2005 Hochfilzen / Khanty-Mansiïsk | 11e                       | 9e                        | 8e                        | 21e                      | —                         | Épreuve non existante     | 6e                        |
| 2006 Pokljuka                     | Jeux olympiques de Turin  | Jeux olympiques de Turin  | Jeux olympiques de Turin  | Jeux olympiques de Turin | Jeux olympiques de Turin  | Épreuve non existante     | Médaille de bronze, monde |
| 2007 Antholz-Anterselva           | Médaille d'argent, monde  | 21e                       | 6e                        | 10e                      | Médaille d'argent, monde  | Épreuve non existante     | Médaille d'argent, monde  |

### Coupe du monde
- Meilleur classement général : 5e en 2007.
- 14 podiums individuels : 1 victoire[15], 7 deuxièmes places et 6 troisièmes places.
- 9 victoires collectives : 8 en relais, 1 en équipe.

#### Classements en Coupe du monde
| Saison    | Général | Individuel | Sprint | Poursuite | Mass start |
| --------- | ------- | ---------- | ------ | --------- | ---------- |
| 1994-1995 | 7e      | 5e         | ?      |           |            |
| 1995-1996 | 7e      | 6e         | 7e     |           |            |
| 1996-1997 | 47e     | nc         | 38e    | 31e       |            |
| 1997-1998 | 10e     | 7e         | 15e    | 8e        |            |
| 1998-1999 | 32e     | 28e        | 38e    | 28e       | -          |
| 1999-2000 | 18e     | ?          | ?      | ?         | ?          |
| 2000-2001 | 26e     | 25e        | 35e    | 22e       | 11e        |
| 2001-2002 | 9e      | 10e        | 13e    | 7e        | 24e        |
| 2002-2003 | 30e     | 13e        | 41e    | 31e       | 27e        |
| 2004-2005 | 20e     | 8e         | 20e    | 16e       | 34e        |
| 2005-2006 | 10e     | 13e        | 9e     | 10e       | 17e        |
| 2006-2007 | 5e      | 4e         | 6e     | 7e        | 6e         |